# Hacienda del Canada
La Hacienda del Canadá es una localidad que forma parte del municipio de General Escobedo, Nuevo Leon. Fue fundada durante el periodo porfirista, con la finalidad de aprovechar sus terrenos para la agricultura. Ha pasado por diferentes etapas, pues de latifundio se convirtió en 1934 en un ejido para finalmente ser una colonia más de esta ciudad industrial. 

## Latifundio y ejido
La Hacienda del Canada es fundada por James D. Stoker y William Walter, un par de canadienses que compraron los terrenos en General Escobedo para llevar a cabo una obra mediante la concesión celebrada con el entonces gobernador de Nuevo León Bernardo Reyes y aprobada a rango de ley por el XXXII congreso del estado el 19 de octubre de 1904, permitiéndoles la concesión de las aguas de Boca del Potrero de Santa Catarina para generar con ellas fuerza motriz y eléctrica. El sobrante de las aguas negras la utilizaron para regar cultivos en dicha hacienda.
La hacienda constaba de una casa grande construida al estilo canadiense con una sola puerta de entrada y salida, una tienda de raya y un caserío donde habitaban los peones. En la hacienda trabajaban más de 100 peones, casi todos originarios de General Escobedo, cultivando maíz, sorgo, cebada y caña de azúcar.
Durante la Revolución Mexicana la hacienda del Canada tuvo una participación cuando Antonio I. Villarreal llega al municipio en 1913 y toma la hacienda. Entonces se da un combate entre fuerzas carrancistas y federalistas en esta hacienda y en Cañada de la Masa, al sur del municipio de General Escobedo.
En 1934 se desintegra la hacienda del Canada y se crea en su lugar el Ejido San Nicolás de los Garza o también llamada Exhacienda del Canada. En 1939, el presidente de México, Lázaro Cárdenas, visitó a los ejidatarios de General Escobedo otorgándoles tierras y aguas mediante la Comisión Agraria Mixta al decretar la afección de tierras de la ex hacienda el Canada. En su visita al municipio se hospedó en casa de su entrañable amigo escobedense, Fructuoso Rodríguez Urrutia.
Por esas fechas la Exhacienda cuenta con un contingente de vecinos que destacan en el ámbito político y estatal.
Ramón Berzosa. Es diputado federal y líder de la comisión agraria y presidente del Partido Revolucionario Institucional Municipal en la década de los 50.
Fructuoso Rodríguez Urrutia. Es diputado federal y entrañable amigo del presidente Lázaro Cárdenas.

## Hacienda del Canadá actualmente
Si bien hoy, la Hacienda del Canadá le da el nombre a una de las colonias más representativas del municipio: la colonia Exhacienda del Canadá. dentro de ésta se encuentran La Facultad de Medicina Veterinaria y Zootecnia, La Facultad de Agronomía y la Preparatoria n.º 25 "Dr. Eduardo Aguirre Pequeño", ambas de la UANL. La antigua chimenea de la casa de los hacendados, sigue en pie hasta el día de hoy.